# Alchemilla glacialis
Alchemilla glacialis är en rosväxtart som beskrevs av Robert Buser. Alchemilla glacialis ingår i släktet daggkåpor, och familjen rosväxter.

## Underarter
Arten delas in i följande underarter:
- A. g. superglacialis
- A. g. intermedia
- A. g. superpentaphylla